# Raoul Villain
Raoul Villain (Reims, 19 settembre 1885 – Ibiza, 19 marzo 1936) è stato un criminale, attivista ultranazionalista francese, noto per aver ucciso il 31 luglio 1914 a Parigi al Café du Croissant in rue Montmartre, il leader socialista francese Jean Jaurès.

## Biografia
Villain era membro della Lega dei Giovani Amici dell'Alsazia-Lorena, un gruppo nazionalista. Dopo la sconfitta nella guerra franco-prussiana, i territori di Alsazia e Lorena erano stati ceduti ai tedeschi, causando rabbia e risentimento in Francia.
Villain era fortemente contrario alla politica pacifista di Jaurès. Alle 21,40 del 31 luglio 1914 uccise Jaurès mentre l'uomo teneva una riunione presso il Café du Croissant, all'angolo tra Rue Montmartre e Rue du Croissant. Il giorno successivo la Francia ordinò la mobilitazione dell'esercito.
Rimasto in carcere per tutta la durata della guerra, Villain venne processato nel 1919. Assolto tra le polemiche il 29 marzo dello stesso anno, fuggì ad Ibiza dove, il 19 marzo 1936, venne assassinato poco prima dello scoppio della guerra civile spagnola, non è certo se dai repubblicani o da Jean Coryn.